# Redemocratização

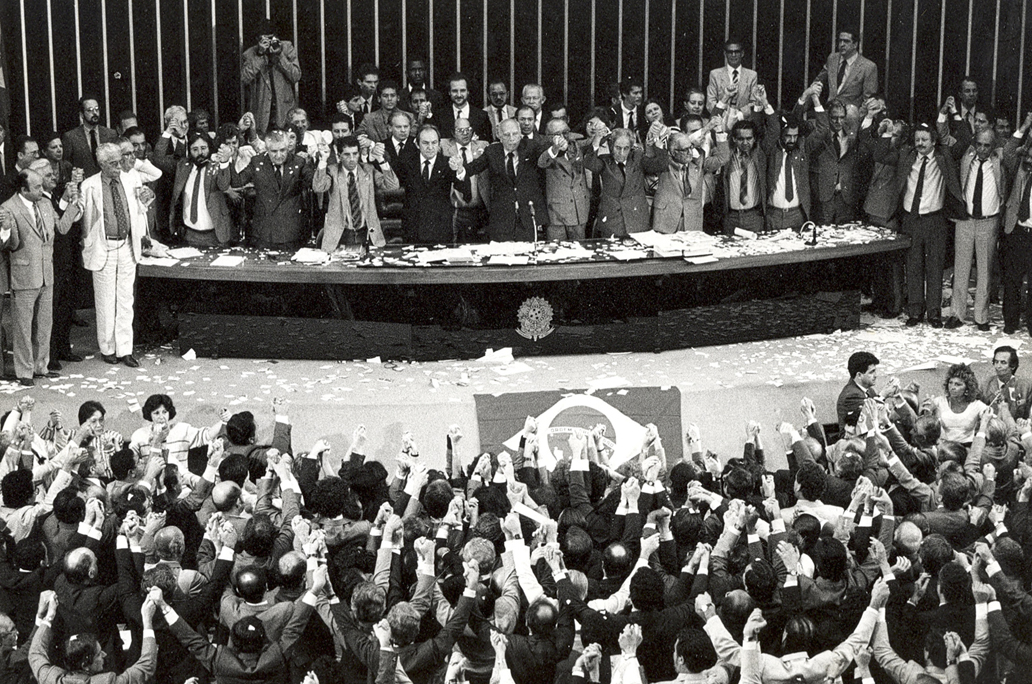
Ulysses Guimarães promulga a Constituição Federal de 1988

Redemocratização é o processo de restauração do regime democrático, após o fim de um período de  ditatorial. 

## No Brasil
No Brasil, usualmente refere-se ao processo de abertura política iniciado dez anos após o Golpe de 1964, que instaurou uma ditadura militar. O processo de redemocratização teve início no governo do general Ernesto Geisel, com sua política de abertura - dita, "distensão lenta, gradual e segura" -, e prosseguiu ao longo do governo do general João Baptista Figueiredo, com a anistia aos acusados de crimes políticos, promulgada em agosto de 1979. Em dezembro do mesmo ano, o governo modificou a legislação partidária e eleitoral e restabeleceu o pluripartidarismo. A Arena transformou-se no Partido Democrático Social (PDS), e ao MDB foi acrescentada a palavra 'Partido', e sua sigla passou a ser PMDB. Outras agremiações foram criadas, como o Partido dos Trabalhadores (PT) e o Partido Democrático Trabalhista (PDT), de esquerda, o Partido Popular (PP) e o Partido Trabalhista Brasileiro (PTB), de centro-direita. O Partido Comunista Brasileiro (PCB) e o Partido Comunista do Brasil (PCdoB) ainda permaneceriam proibidos até 1985.
Diante do agravamento da crise econômica, com inflação e estagnação econômica, os partidos de oposição ao regime cresceram; da mesma forma, fortaleceram-se os sindicatos e as entidades de classe.
Em 1984, o país mobilizou-se na campanha pelas "Diretas Já". A partir do governo  Geisel (1974 - 1979), a crise econômica e as dificuldades políticas do regime militar agravam-se. A alta do petróleo e das taxas de juros internacionais desequilibra o balança de pagamentos e eleva a inflação. Além disso, compromete o modelo de crescimento econômico, baseado em financiamentos externos. Apesar do encarecimento dos empréstimos e do crescimento acelerado da dívida externa, o governo não interrompe o ciclo de expansão econômica do começo dos anos 1970 e mantém os programas oficiais e os incentivos aos projetos privados. Ainda assim, o desenvolvimento industrial é afetado e o desemprego aumenta.
Nesse quadro de dificuldades, o apoio da sociedade torna-se indispensável. Para consegui-lo, Geisel anuncia uma "distensão lenta, gradual e segura" do regime autoritário, em direção à democracia. Entre 1980 e 1981, prisões de líderes sindicais da região do ABC paulista, entre eles Luiz Inácio Lula da Silva, presidente do recém-criado Partido dos Trabalhadores (PT), atentados terroristas na sede da Ordem dos Advogados do Brasil (OAB) e no centro de convenções do Rio centro, no Rio de Janeiro, revelam as grandes dificuldades da abertura. Ao mesmo tempo, começa a se formar um movimento suprapartidário em favor da aprovação da emenda constitucional, proposta pelo deputado federal mato-grossense Dante de Oliveira, que restabelecia a eleição direta para a Presidência da República. A campanha das Diretas Já espalha-se em grandes comícios, passeatas e manifestações por todo o país.
Em  25 de janeiro de 1984, o cenário é a Praça da Sé, no centro da cidade de São Paulo. Marcado para o dia do aniversário da cidade de São Paulo, o primeiro grande comício da campanha por eleições diretas para presidente foi organizado por Franco Montoro, governador paulista. Participaram também diversos partidos políticos de oposição, além de lideranças sindicais, civis e estudantis. A expectativa era das mais tensas. O governo militar tentava minar o impacto do evento. O dia estava chuvoso. Aos poucos, a praça foi lotando e, no final, cerca de 300 mil pessoas gritavam por "Diretas já!", no centro da cidade, em apoio à emenda Dante de Oliveira, que permitia a eleição direta para a Presidência da República. Mas, em 25 de abril, na votação realizada na Câmara dos Deputados, a emenda não alcançou o número mínimo de votos para ser aprovada.
Em 15 de janeiro de 1985, o governador de Minas Gerais Tancredo Neves foi eleito Presidente da República pelo Colégio Eleitoral, tendo José Sarney como vice-presidente. Porém, um dia antes da cerimônia de posse, Tancredo foi internado em Brasília e, depois de submetido a várias cirurgias, seu estado de saúde só se agravou. Tancredo faleceu em 21 de abril de 1985 na cidade de São Paulo. Sarney assumiu a Presidência no dia 15 de março, o que marcou o fim de 21 anos de sucessivos governos militares. Mas a redemocratização só viria a se completar com a promulgação da nova Constituição Federal, em 5 de outubro de 1988.